# Юба II
Юба II (на латински: Juba II) е цар на Нумидия от 29 до 25 г. пр.н.е. и цар на Мавретания от 25 г. пр.н.е. до 23 г., географ и историк.

## Биография
Роден е през 52 г. пр.н.е. в Нумидия, единствено дете и наследник на Юба I – цар на Нумидия. След загубата на баща му в битката при Тапс (46 пр.н.е.) срещу Юлий Цезар той е отгледан в Рим от самия Цезар и по-късно от неговия праплеменник Октавиан (бъдещия император Октавиан Август. Получава много добро образование и възпитание. Научава латински и гръцки и на 20-годишна възраст е считан за част от най-образованите римляни. Юба пише произведения за римската история, Арабия, Африка, Либия. Те са ползвани от Плутарх, Апиан и Дион Касий. Плиний Стари ги посочва често като източник в своята „История на природата“.
Съпровожда Октавиан във военните му походи, натрупва военен и управленски опит. Участва заедно с Октавиан в битката при Акциум през 31 г. пр.н.е. и остават дългогодишни приятели.
След като получава римско гражданство, Юба е възстановен от Август за владетел на Нумидия – дотогава римска провинция, като е провъзгласен за неин цар (29 – 27 пр.н.е.) След победата на Рим над Картаген той става (25 пр.н.е.) цар на зависимата вече от Рим Мавретания.
През 20 г. пр.н.е. Юба се жени за Клеопатра Селена II, единствената дъщеря на прочутата Клеопатра VII, царицата на Египет и римския триумвир Марк Антоний, отгледана от Октавия Младша, сестрата на римския император Август. Имат две деца: Птолемей от Мавретания (* 1 пр.н.е.; † 40 г.) и Друзила от Мавретания (* 5 г.). Зеновия от Палмира (* 240; † 274) произлиза от Селена и Юба.
След смъртта на Клеопатра Селена през 6 – 7 г., Юба се жени за кападокийската принцеса Глафира – вдовица на екзекутирания през 7 г. пр.н.е. юдейски принц Александър. Тя го напуска скоро след това (7 г.), за да се омъжи за влюбения в нея етнарх Ирод Архелай – полубрат на починалия неин предишен съпруг Александър.
Юба II умира през 23 година и е наследен на трона от сина си Птолемей.